# فونتن-لوک
شهر فونتن-لوک (به فرانسوی: Fontaine-l'Évêque) در شهرستان شرلروآ در استان انو در منطقه فدرال والوون در کشور بلژیک واقع شده‌است.